# Episodi di Due uomini e mezzo (terza stagione)
La terza stagione della serie televisiva Due uomini e mezzo è stata trasmessa negli Stati Uniti dal 19 settembre 2005 al 22 maggio 2006 su CBS.
In Italia la stagione è andata in onda dal 16 luglio al 4 settembre 2008 su Rai 2.
| nº | Titolo originale                             | Titolo italiano               | Prima TV USA      | Prima TV Italia   |
| -- | -------------------------------------------- | ----------------------------- | ----------------- | ----------------- |
| 1  | Weekend in Bangkok with Two Olympic Gymnasts | La parabola                   | 19 settembre 2005 | 16 luglio 2008    |
| 2  | Principal Gallagher's Lesbian Lover          | Una splendida idea            | 26 settembre 2005 | 17 luglio 2008    |
| 3  | Carpet Burns and a Bite Mark                 | Appuntamenti segreti          | 3 ottobre 2005    | 18 luglio 2008    |
| 4  | Your Dismissive Attitude Toward Boobs        | Lezione tra fratelli          | 10 ottobre 2005   | 21 luglio 2008    |
| 5  | We Called It Mr. Pinky                       | Dolcetti e amore!             | 17 ottobre 2005   | 22 luglio 2008    |
| 6  | Hi, Mr. Horned One                           | Beati tra le streghe          | 24 ottobre 2005   | 23 luglio 2008    |
| 7  | Sleep Tight, Puddin' Pop                     | Buonanotte paperina           | 7 novembre 2005   | 24 luglio 2008    |
| 8  | That Voodoo That I Do Do                     | Lezione di balletto           | 14 novembre 2005  | 28 luglio 2008    |
| 9  | Madame and Her Special Friend                | L'amore non ha età            | 21 novembre 2005  | 29 luglio 2008    |
| 10 | Something Salted and Twisted                 | Qualcosa di saporito e vivace | 28 novembre 2005  | 30 luglio 2008    |
| 11 | Santa's Village of the Damned                | Punizione meritata            | 19 dicembre 2005  | 31 luglio 2008    |
| 12 | That Special Tug                             | Quel particolare richiamo     | 9 gennaio 2006    | 1º agosto 2008    |
| 13 | Humiliation is a Visual Medium               | L'umiliazione                 | 23 gennaio 2006   | 4 agosto 2008     |
| 14 | Love Isn't Blind, It's Retarded              | La prima volta                | 6 febbraio 2006   | 5 agosto 2008     |
| 15 | My Tongue is Meat                            | Votato al vizio               | 27 febbraio 2006  | 6 agosto 2008     |
| 16 | Ergo, The Booty Call                         | Festa di compleanno           | 6 marzo 2006      | 7 agosto 2008     |
| 17 | The Unfortunate Little Schnauser             | Il premio                     | 13 marzo 2006     | 25 agosto 2008    |
| 18 | The Spit-Covered Cobbler                     | Alan il magnifico             | 20 marzo 2006     | 26 agosto 2008    |
| 19 | Golly Moses, She's A Muffin                  | Una scimmia di troppo         | 10 aprile 2006    | 27 agosto 2008    |
| 20 | Always a Bridesmaid, Never a Burro           | Amore in famiglia             | 24 aprile 2006    | 29 agosto 2008    |
| 21 | And the Plot Moistens                        | L'arte delle bugie            | 1º maggio 2006    | 1º settembre 2008 |
| 22 | Just Once With Aunt Sophie                   | Un discepolo per Charlie      | 8 maggio 2006     | 2 settembre 2008  |
| 23 | Arguments for the Quickie                    | Il gene Charlie               | 15 maggio 2006    | 3 settembre 2008  |
| 24 | That Pistol-Packin' Hermaphrodite            | Matrimonio a Las Vegas        | 22 maggio 2006    | 4 settembre 2008  |

## La parabola
- Titolo originale: Weekend in Bangkok with Two Olympic Gymnasts
- Diretto da: Gary Halvorson
- Scritto da: Chuck Lorre e Lee Aronsohn

### Trama
Alan, nel sistemare la parabola della tv, cade e si procura diverse ferite per cui è Charlie a doversi occupare di Jake. La serata diventa subito molto movimentata per tutti e tre.

## Una splendida idea
- Titolo originale: Principal Gallagher's Lesbian Lover
- Diretto da: Gary Halvorson
- Scritto da: Susan Beavers e Eddie Gorodetsky (soggetto); Chuck Lorre e Lee Aronsohn (sceneggiatura)

### Trama
Jake viene sospeso da scuola e Alan prova a chiamare Charlie perché vada lui a riprenderlo, essendo impegnato con un paziente, ma il fratello, in compagnia, non risponde nemmeno. Il giorno dopo, per fare ammenda, decide di aiutare Alan al suo studio ma finisce col trasformarlo in un bordello

## Appuntamenti segreti
- Titolo originale: Carpet Burns and a Bite Mark
- Diretto da: Gary Halvorson
- Scritto da: Chuck Lorre (soggetto); Lee Aronsohn e Don Foster (sceneggiatura)

### Trama
Alan confessa a Charlie di uscire da qualche settimana con Judith e di aver taciuto la cosa a Jake per non dargli false speranze. Charlie chiama allora Evelyn e Rose per farlo desistere, ma Alan torna a casa di Judith e ci passa la notte, per poi scappare in mutande per evitare Jake.

## Lezione tra fratelli
- Titolo originale: Your Dismissive Attitude Toward Boobs
- Diretto da: Gary Halvorson
- Scritto da: Chuck Lorre e Lee Aronsohn (soggetto); Eddie Gorodetsky e Mark Roberts (sceneggiatura)

### Trama
Berta chiede ospitalità per alcuni giorni e Alan, senza interpellare Charlie, acconsente per affermare la sua autorità. Pur di rimanere, Berta li aizza uno contro l'altro e Alan arriva a decidere di andarsene. Alla fine implora il fratello di rimanere proprio quando Charlie aveva deciso di farli rimanere.

## Dolcetti e amore!
- Titolo originale: We Called It Mr. Pinky
- Diretto da: Gary Halvorson
- Scritto da: Mark Roberts e Susan Beavers (soggetto); Chuck Lorre e Lee Aronsohn (sceneggiatura)

### Trama
Charlie allontana una ragazza che dice di amarlo e insegna anche a Jake il suo credo, sollevando l'ira di Alan. Seguendo il consiglio di Rose, Charlie tenta quindi di risolvere i problemi che ha con sua madre così da riuscire a creare una relazione duratura, ma non ci riesce. Charlie, alla fine, grazie a Rose riesce a recuperare la sua virilità grazie all'ipnosi.

## Beati tra le streghe
- Titolo originale: Hi, Mr. Horned One
- Diretto da: Gary Halvorson
- Scritto da: Eddie Gorodetsky e Mark Roberts (soggetto); Chuck Lorre e Lee Aronsohn (sceneggiatura)

### Trama
Charlie frequenta Isabella, una ragazza appassionata di occultismo, e quando rompono a causa di Alan, che crede che lei abbia una cattiva influenza su Jake, sulla casa sembra essere caduta una maledizione. Per risolvere la situazione interviene qualcuno di ancora più spaventoso della ragazza: Evelyn.

## Buonanotte paperina
- Titolo originale: Sleep Tight, Puddin' Pop
- Diretto da: Gary Halvorson
- Scritto da: Eddie Gorodetsky e Don Foster (soggetto); Chuck Lorre e Lee Aronsohn (sceneggiatura)

### Trama
Al compleanno di Rose, Charlie si ubriaca e i due finiscono di nuovo a letto insieme. Il giorno dopo, il padre della ragazza, Harvey, si presenta a casa di Charlie chiedendogli che intenzioni abbia con lei. All'incontro intervengono anche Rose ed Evelyn;  Harvey si invaghisce della madre di Charlie andando a vivere a casa sua. Rose, parlando col padre, rivela che lei e Charlie non hanno fatto sesso e, alla fine, la madre di Harvey gli ordina di tornare a casa.
- Guest star: Martin Sheen (Harvey)

## Lezione di balletto
- Titolo originale: That Voodoo That I Do Do
- Diretto da: Gary Halvorson
- Scritto da: Chuck Lorre e Lee Aronsohn (soggetto); Eddie Gorodetsky e Mark Roberts (sceneggiatura)

### Trama
Charlie e Alan conoscono in caffetteria una ragazza, Mia, che respinge Charlie senza esitazioni. L'uomo quindi si impunta per conquistarla e tenta di riuscirci sfruttando Jake e facendole credere che il bambino è interessato al balletto, essendo la ragazza un'insegnante di ballo. Jake si fa convincere e si prende una cotta per Mia; col tempo Charlie la convince ma, per evitare di fare un dispetto a Jake, alla fine la riporta a casa.

## L'amore non ha età
- Titolo originale: Madame and Her Special Friend
- Diretto da: Asaad Kelada
- Scritto da: Jeff Abugov e Susan Beavers (soggetto); Chuck Lorre e Lee Aronsohn (sceneggiatura)

### Trama
Norma, la vicina di Charlie, fa la conoscenza di Alan e i due entrano subito in confidenza; dopo averla accompagnata ad una serata, la donna gli propone di investire nella sua professione, data la sua ricchezza, in cambio di una notte di sesso. Alan chiede quindi consiglio a Charlie e alla fine, dopo avergli regalato un orologio costosissimo, cede, ma dopo aver fatto sesso la donna muore. Charlie gli confessa infine di aver fatto anche lui sesso con la donna in cambio di un favore: il suo pianoforte.

## Qualcosa di saporito e vivace
- Titolo originale: Something Salted and Twisted
- Diretto da: Rob Schiller
- Scritto da: Eddie Gorodetsky e Mark Roberts (soggetto); Chuck Lorre e Lee Aronsohn (sceneggiatura)

### Trama
Alan invita la famiglia a cena per comunicare loro che un giornale locale ha fatto un'intervista su di lui, ma venendo denigrato come sempre si ubriaca: decide quindi di non essere più vittima del suo senso di insoddisfazione e di sottomissione nei confronti soprattutto delle donne e Charlie si offre di aiutarlo. I risultati, tuttavia, non sono molto incoraggianti.

## Punizione meritata
- Titolo originale: Santa's Village of the Damned
- Diretto da: Rob Schiller
- Scritto da: Chuck Lorre e Lee Aronsohn (soggetto); Don Foster e Susan Beavers (sceneggiatura)

### Trama
Alan passa la notte con la sua insegnante del corso di cucina, Sandy: questa si rivela una casalinga perfetta ma Charlie mette in guardia il fratello dal cominciare una relazione duratura. La donna tuttavia prende tutti per la gola grazie alle sue abilità culinarie finché a Natale non dimostra di essere un po' instabile. Alan tuttavia viene fregato con una notte di sesso.

## Quel particolare richiamo
- Titolo originale: That Special Tug
- Diretto da: Rob Schiller
- Scritto da: Don Foster e Susan Beavers (soggetto); Chuck Lorre e Lee Aronsohn (sceneggiatura)

### Trama
Alan è colto da crisi di panico perché Jake comincia ad essere sempre più indipendente e Charlie, che si trova a rimanere con lui, racconta le disavventure causate da questo alla psicologa.

## L'umiliazione
- Titolo originale: Humiliation is a Visual Medium
- Diretto da: Rob Schiller
- Scritto da: Chuck Lorre e Lee Aronsohn (soggetto); Mark Roberts e Eddie Gorodetsky (sceneggiatura)

### Trama
Charlie si vede ancora con Mia, che lo convince ad andarci piano. L'uomo sente molto presto la mancanza del sesso e le chiede il permesso di andare con altre donne, cosa che la fa infuriare; tenta quindi di scusarsi, ma Mia persegue nelle sue idee e Charlie se ne va. La sera stessa, tuttavia, Mia si presenta a casa sua e si riappacificano.

## La prima volta
- Titolo originale: Love Isn't Blind, It's Retarded
- Diretto da: Gary Halvorson
- Scritto da: Chuck Lorre, Lee Aronsohn e Jeff Abugov (soggetto); Don Foster e Susan Beavers (sceneggiatura)

### Trama
Kandi, una ragazza con cui Charlie è stato, torna a casa sua quando è con Mia e la donna le chiede di liberarsene, ma data la sua condotta se ne va infuriata. Alan, che è intervenuto per aiutare il fratello, comincia lui a frequentare la ragazza, venendo scoperto da Judith. Charlie e Mia hanno un rapporto sessuale per la prima volta e la donna gli rivela di amarlo per quello che è in realtà e non per quello che possiede o per la sua fama; la relazione tra Alan e Kandi è invece all'opposto, con grande gioia del primo.

## Votato al vizio
- Titolo originale: My Tongue is Meat
- Diretto da: Gary Halvorson
- Scritto da: Eddie Gorodetsky e Mark Roberts (soggetto); Chuck Lorre e Lee Aronsohn (sceneggiatura)

### Trama
Charlie promette a Mia di fare una vita sana, ma ben presto gli diviene impossibile. I due, dopo che la ragazza riceve la benedizione di Evelyn, vanno a cena ma qui la donna scopre che Charlie le ha mentito sul suo nuovo stile di vita: l'uomo grida quindi pubblicamente il suo disappunto e passa due giorni a Las Vegas. Quando si reca all'appartamento di Mia per chiederle scusa, scopre che si è trasferita a New York per lavoro e si ferma dalla sua coinquilina Ginger, molto simile a lui.

## Festa di compleanno
- Titolo originale: Ergo, The Booty Call
- Diretto da: Gary Halvorson
- Scritto da: Chuck Lorre e Lee Aronsohn (soggetto); Don Foster e Susan Beavers (sceneggiatura)

### Trama
Si avvicina il compleanno di Jake e Alan teme che, vedendo Kandi alla festa, Judith gli darà il tormento. La ragazza lo rassicura e i due si presentano insieme al party, che però si rovina perché Jake, cercando delle vitamine nello scaffale del padre, assume del Viagra.

## Il premio
- Titolo originale: The Unfortunate Little Schnauser
- Diretto da: Gary Halvorson
- Scritto da: Chuck Lorre e Lee Aronsohn (soggetto); Mark Roberts e Eddie Gorodetsky (sceneggiatura)

### Trama
Charlie e Alan incontrano Archie, conoscente del primo anche lui autore di jingle, che li invita a partecipare alla consegna del premio che ha già vinto molte volte dato che Charlie, mai vincitore, è stato candidato. Rose intanto chiede a Charlie di parlare al suo ragazzo Gordon per avere più spazio. Charlie e la famiglia partecipano alla premiazione ma Archie vince ancora, riuscendo per di più a rimorchiare Evelyn. Charlie infine aiuta Rose e Gordon.

## Alan il magnifico
- Titolo originale: The Spit-Covered Cobbler
- Diretto da: Gary Halvorson
- Scritto da: Eddie Gorodetsky e Mark Roberts (soggetto); Chuck Lorre e Lee Aronsohn (sceneggiatura)

### Trama
Charlie mette in guardia Alan poiché Kandi, prima o poi, comincerà a chiedergli soldi e la cosa capita puntualmente. Alan si trova rapidamente in ristrettezze ma Charlie riesce a guadagnargli tempo per gli alimenti di Judith. Alan, infine, decide di invitare Kandi a vivere con lui per risparmiare.

## Una scimmia di troppo
- Titolo originale: Golly Moses, She's A Muffin
- Diretto da: Gary Halvorson
- Scritto da: Chuck Lorre e Lee Aronsohn (soggetto); Mark Roberts e Eddie Gorodetsky (sceneggiatura)

### Trama
Charlie rimane molto contrariato dal fatto che Kandi si sia trasferita a casa sua senza essere informato, ma rimane ancora più scioccato dal fatto che, secondo la ragazza, Alan è un amatore migliore di lui. L'uomo l'assume come centralinista, ma dopo una giornata d'inferno Kandi esce con Judith; le due rientrano ubriache e Kandi decide di licenziarsi e andare a vivere con Judith. Charlie infine riceve la visita della attraente madre di Kandi, in cerca della figlia.

## Amore in famiglia
- Titolo originale: Always a Bridesmaid, Never a Burro
- Diretto da: Gary Halvorson
- Scritto da: Lee Aronsohn e Chuck Lorre (soggetto); Susan Beavers e Don Foster (sceneggiatura)

### Trama
Alan, per risollevare la situazione con Kandi, chiede aiuto a sua madre Mandy, che ora frequenta Charlie. Si reca poi a casa di Judith, dove incrocia il suo nuovo compagno, il padre di Kandi Andy. Alla fine Mandy e Charlie rimettono le cose a posto tra Kandi e Alan, ma quando Judith, in compagnia di Andy, li trova nell'idromassaggio di casa sua sbatte fuori i due e anche Kandi.

## L'arte delle bugie
- Titolo originale: And the Plot Moistens
- Diretto da: Jerry Zaks
- Scritto da: Eddie Gorodetsky e Jim Patterson (soggetto), Chuck Lorre e Lee Aronsohn & Mark Roberts (sceneggiatura)

### Trama
La maestra di Jake, Francine, convoca Alan e Judith per spingere il bambino verso alcune attività extrascolastiche e la scelta ricade sul musical. Alan confessa quindi a Charlie di essere uscito con Francine, con la quale comincia una relazione platonica dati i molti interessi in comune. Alla fine, tuttavia, Francine scopre che Alan e Kandi stanno insieme, sebbene solo dopo aver dato a Jake il ruolo di protagonista nella recita scolastica.

## Un discepolo per Charlie
- Titolo originale: Just Once With Aunt Sophie
- Diretto da: Lee Aronsohn
- Scritto da: Lee Aronsohn e Chuck Lorre

### Trama
Jake partecipa alla sua prima festa con ragazze e Alan e Charlie cercano di fargli entrambi da maestri, ma Alan si rende conto di essere del tutto impreparato, a differenza del fratello. I due lo portano quindi a farsi i capelli e a fare shopping e Charlie lo guida passo passo durante la festa tramite il cellulare, riuscendo nel contempo a far colpo su una cameriera che aveva adocchiato Alan, preferendo però farsi dare il numero anziché uscirci la sera stessa per poter aiutare il nipote. Jake, grazie ai suoi consigli, riesce a baciare la ragazza che gli piace. Alan confessa a Charlie di invidiare Jake perché il fratello non l'ha mai aiutato come sta facendo con suo figlio quando aveva la sua età.

## Il gene Charlie
- Titolo originale: Arguments for the Quickie
- Diretto da: James Widdoes
- Scritto da: Susan Beavers e Don Foster (soggetto); Chuck Lorre e Lee Aronsohn (sceneggiatura)

### Trama
Mia torna in città e invita tutti al suo spettacolo; Charlie inizialmente non vuole rivederla ma alla fine cede. Dopo lo spettacolo i due si rivedono e Mia gli chiede il suo seme per rimanere incinta. Charlie alla fine rimane affascinato dall'idea della paternità e, dopo averle detto di non aver depositato il suo seme, chiede a Mia di sposarlo e lei accetta.

## Matrimonio a Las Vegas
- Titolo originale: That Pistol-Packin' Hermaphrodite
- Diretto da: James Widdoes
- Scritto da: Chuck Lorre e Lee Aronsohn (soggetto); Susan Beavers e Don Foster (sceneggiatura)

### Trama
Charlie comunica la sua decisione di sposare Mia alla famiglia e a Rose, che si è appena lasciata e che rimane sconvolta dalla notizia. La cena tra le due famiglie va malissimo e la sera Rose va a far visita a Mia. Per evitare diversi problemi, Charlie e Mia decidono di sposarsi a Las Vegas ma discutono sulla permanenza di Alan e Jake a casa loro e il matrimonio salta, mentre al loro posto si sposano Alan e Kandi.